# Plectodon regalis
Plectodon regalis is een tweekleppigensoort uit de familie van de Cuspidariidae. De wetenschappelijke naam van de soort is voor het eerst geldig gepubliceerd in 2002 door B.A. Marshall.